# Fußball- und Sportverein Zwickau 2022-2023
Questa voce raccoglie le informazioni riguardanti il Fußball- und Sportverein Zwickau nelle competizioni ufficiali della stagione 2022-2023.

## Stagione
Nella stagione 2022-2023 il Zwickau, allenato da Joe Enochs, Robin Lenk e Ronny Thielemann, concluse il campionato di 3. Liga al 19º posto e fu retrocesso in Regionalliga.

## Rosa
| N. |                        | Ruolo | Calciatore         |
| -- | ---------------------- | ----- | ------------------ |
| 1  | Germania (bandiera)    | P     | Johannes Brinkies  |
| 3  | Stati Uniti (bandiera) | D     | Nico Carrera       |
| 4  | Germania (bandiera)    | D     | Robin Ziegele      |
| 6  | Germania (bandiera)    | C     | Maximilian Jansen  |
| 7  | Germania (bandiera)    | C     | Yannic Voigt       |
| 8  | Germania (bandiera)    | C     | Robert Herrmann    |
| 9  | Germania (bandiera)    | A     | Jan-Marc Schneider |
| 10 | Germania (bandiera)    | C     | Jan Löhmannsröben  |
| 11 | Germania (bandiera)    | A     | Noel Eichinger     |
| 13 | Germania (bandiera)    | C     | Mike Könnecke      |
| 14 | Germania (bandiera)    | C     | Yannick Linnemann  |
| 15 | Germania (bandiera)    | A     | Ronny König        |
| 16 | Germania (bandiera)    | D     | Nils Butzen        |
| 17 | Croazia (bandiera)     | D     | Adam Sušac         |
| 18 | Stati Uniti (bandiera) | A     | Johan Gómez        |

| N. |                     | Ruolo | Calciatore              |
| -- | ------------------- | ----- | ----------------------- |
| 19 | Germania (bandiera) | D     | Davy Frick              |
| 20 | Germania (bandiera) | C     | Noah Agbaje             |
| 21 | Germania (bandiera) | C     | Till Streller           |
| 22 | Germania (bandiera) | D     | Can Coskun              |
| 23 | Germania (bandiera) | A     | Lukas Krüger            |
| 24 | Germania (bandiera) | C     | Raphael Assibey-Mensah  |
| 25 | Germania (bandiera) | P     | Marcel Engelhardt       |
| 26 | Germania (bandiera) | P     | Max Sprang              |
| 27 | Germania (bandiera) | C     | Yannik Möker            |
| 28 | Germania (bandiera) | A     | Dominic Baumann         |
| 29 | Germania (bandiera) | D     | Leonhard von Schroetter |
| 30 | Germania (bandiera) | P     | Lucas Hiemann           |
| 31 | Germania (bandiera) | C     | Patrick Göbel           |
| 36 | Serbia (bandiera)   | D     | Filip Kusić             |

## Organigramma societario
Area tecnica
- Allenatore:
- Allenatore in seconda: Robin Lenk
- Preparatore dei portieri: Steffen Süßner
- Preparatori atletici: Dennis Findeisen

## Calciomercato

### Sessione estiva
| Acquisti | Acquisti                | Acquisti          | Acquisti |
| R.       | Nome                    | da                | Modalità |
| -------- | ----------------------- | ----------------- | -------- |
| C        | Raphael Assibey-Mensah  | Friburgo II       |          |
| D        | Filip Kusić             | Türkgücü          |          |
| C        | Jan Löhmannsröben       | Hallescher        |          |
| A        | Noel Eichinger          | Wormatia Worms    |          |
| C        | Noah Agbaje             | Wacker Burghausen |          |
| C        | Robert Herrmann         | Kickers Würzburg  |          |
| P        | Lucas Hiemann           | Optik Rathenow    |          |
| A        | Lukas Krüger            | Meppen            |          |
| C        | Till Streller           | Darmstadt         |          |
| D        | Leonhard von Schroetter | FSV Francoforte   |          |
| D        | Robin Ziegele           | Preußen Münster   |          |

| Cessioni | Cessioni          | Cessioni          | Cessioni |
| R.       | Nome              | a                 | Modalità |
| -------- | ----------------- | ----------------- | -------- |
| A        | Lars Lokotsch     | Fortuna Colonia   |          |
| C        | Manfred Starke    | Oldenburg         |          |
| P        | Dimitrios Gkoumas | Greuther Fürth II |          |
| C        | Marius Hauptmann  | Lubecca           |          |
| A        | Marcel Hilßner    | Coventry City U23 |          |
| C        | Luca Horn         | Hansa Rostock II  |          |
| P        | Matti Kamenz      | Greifswalder      |          |
| D        | Steffen Nkansah   | Erzgebirge Aue    |          |
| D        | Max Reinthaler    | Wehen Wiesbaden   |          |
| D        | Marco Schikora    | Erzgebirge Aue    |          |
| A        | Dustin Willms     | Fortuna Colonia   |          |

### Sessione invernale
| Acquisti | Acquisti     | Acquisti      | Acquisti |
| R.       | Nome         | da            | Modalità |
| -------- | ------------ | ------------- | -------- |
| D        | Nico Carrera | Holstein Kiel |          |

| Cessioni | Cessioni    | Cessioni         | Cessioni |
| R.       | Nome        | a                | Modalità |
| -------- | ----------- | ---------------- | -------- |
| D        | Felix Brand | TuS Mechtersheim |          |

## Risultati

### 3. Liga

#### Girone di andata
| Arbitro: | Waschitzki-Günther |

|                                     |           |                    |
| Frick 21’ Baumann 38’ Eichinger 84’ | Marcatori | 78’ Hug 86’ Müller |

| Arbitro: | Schwengers |

|                      |           |  |
| Pourié 75’, 81’, 90’ | Marcatori |  |

| Arbitro: | Speckner |

|  |           |           |
|  | Marcatori | 36’ Ekene |

| Arbitro: | Hildenbrand |

|                                                        |           |  |
| Rochelt 7’ Feil 31’ Schnellbacher 53’, 57’ Mustafa 81’ | Marcatori |  |

| Arbitro: | Hanslbauer |

|                       |           |  |
| König 10’ Baumann 25’ | Marcatori |  |

| Arbitro: | Alt |

|                                        |           |  |
| Grodowski 13’ Akono 27’ Stellwagen 90’ | Marcatori |  |

| Zwickau 4 settembre 2022, ore 14:00 CEST 7ª giornata | Zwickau   | 0 – 0 referto | Viktoria Colonia | GGZ Arena (4 327 spett.)\| Arbitro: \| Jürgensen \| |
| Arbitro:                                             | Jürgensen |               |                  |                                                     |

| Arbitro: | Aytekin |

|  |           |           |
|  | Marcatori | 15’ Gómez |

| Arbitro: | Nouhoum |

|           |           |                                    |
| Jansen 9’ | Marcatori | 59’ (rig.) Njinmah 86’ Tattermusch |

| Ingolstadt 3 ottobre 2022, ore 19:00 CEST 10ª giornata | Ingolstadt 04 | 0 – 0 referto | Zwickau | Audi-Sportpark (4 133 spett.)\| Arbitro: \| Fuchs \| |
| Arbitro:                                               | Fuchs         |               |         |                                                      |

| Arbitro: | Schultes |

|  |           |             |
|  | Marcatori | 35’ Prtajin |

| Arbitro: | Weisbach |

|                        |           |                               |
| Jacob 3’, 54’ Cuni 32’ | Marcatori | 79’ Krüger 90’ Assibey-Mensah |

| Arbitro: | Erbst |

|  |           |             |
|  | Marcatori | 52’ Vermeij |

| Arbitro: | Burda |

|           |           |             |
| Götze 26’ | Marcatori | 4’ Könnecke |

| Arbitro: | Schultes |

|                                                  |           |                                        |
| Gómez 8’ (rig.), 19’ Heider 45’ (aut.) Göbel 53’ | Marcatori | 30’ Heider 43’ Simakala 63’ Engelhardt |

| Arbitro: | Fuchs |

|               |           |           |
| Sohm 76’, 90’ | Marcatori | 79’ Voigt |

| Dresda 12 novembre 2022, ore 14:00 CET 17ª giornata | Dinamo Dresda | 0 – 0 referto | Zwickau | Rudolf-Harbig-Stadion (27 090 spett.)\| Arbitro: \| Schwengers \| |
| Arbitro:                                            | Schwengers    |               |         |                                                                   |

| Arbitro: | Schröder |

|  |           |           |
|  | Marcatori | 3’ Badjie |

| Arbitro: | Bauer |

|                                             |           |             |
| Holzhauser 1’ Lakenmacher 7’ Kobylański 42’ | Marcatori | 56’ Baumann |

#### Girone di ritorno
| Arbitro: | Haslberger |

|  |           |                  |
|  | Marcatori | 18’, 90’ Baumann |

| Arbitro: | Bacher |

|                   |           |                |
| Pourié 67’ (aut.) | Marcatori | 24’ Kleinsorge |

| Arbitro: | Ballweg |

|                                                       |           |  |
| Fleckstein 24’ Stoppelkamp 41’ Stierlin 49’ Pusch 68’ | Marcatori |  |

| Arbitro: | Weisbach |

|  |           |                  |
|  | Marcatori | 77’, 90’ Mustafa |

| Arbitro: | Exner |

|                                                                  |           |                                |
| Ziereis 33’ Zejnullahu 58’ Fenninger 70’ Hemmerich 80’ Weber 88’ | Marcatori | 34’, 83’ Baumann 85’ Schneider |

| Arbitro: | Hildenbrand |

|                    |           |                  |
| Gómez 3’ Voigt 43’ | Marcatori | 90’ (aut.) Frick |

| Arbitro: | Brombacher |

|             |           |           |
| Siebert 90’ | Marcatori | 44’ Gómez |

| Arbitro: | Heft |

|  |           |                         |
|  | Marcatori | 62’ Nəzərov 90’ Tashchy |

| Arbitro: | Burda |

|                                             |           |  |
| Tattermusch 16’ Njinmah 25’, 90’ Otuali 75’ | Marcatori |  |

| Arbitro: | Sather |

|                           |           |  |
| Ziegele 89’ Schneider 90’ | Marcatori |  |

| Arbitro: | Schultes |

|                                               |           |                             |
| Iredale 47’ Reinthaler 53’ Wurtz 73’ Ezeh 89’ | Marcatori | 26’, 59’ Baumann 33’ Jansen |

| Arbitro: | Storks |

|                          |           |                   |
| Jansen 25’ Schneider 51’ | Marcatori | 78’, 84’ Grimaldi |

| Arbitro: | Hildenbrand |

|                                         |           |  |
| Baur 15’ Stark 19’ Kehl 40’ Vermeij 45’ | Marcatori |  |

| Arbitro: | Winter |

|             |           |                      |
| Baumann 36’ | Marcatori | 45’ (rig.) Engelmann |

| Arbitro: | Bauer |

|                                                |           |                                                 |
| Simakala 5’ (rig.), 87’, 90’ (rig.) Tesche 55’ | Marcatori | 21’ von Schroetter 33’ Möker 89’ Assibey-Mensah |

| Arbitro: | Speckner |

|                                       |           |                |
| Eichinger 50’ Baumann 60’ (rig.), 70’ | Marcatori | 11’ Martinovic |

| Arbitro: | Brand |

|  |           |               |
|  | Marcatori | 34’ Hauptmann |

| Arbitro: | Exner |

|          |           |                  |
| Brand 6’ | Marcatori | 46’, 90’ Baumann |

| Arbitro: | Bickel |

|                                 |           |                   |
| Gómez 65’ Greilinger 88’ (aut.) | Marcatori | 48’ Bär 89’ Cocic |

## Statistiche

### Statistiche di squadra
| Competizione | Punti | In casa | In casa | In casa | In casa | In casa | In casa | In trasferta | In trasferta | In trasferta | In trasferta | In trasferta | In trasferta | Totale | Totale | Totale | Totale | Totale | Totale | DR  |
| Competizione | Punti | G       | V       | N       | P       | Gf      | Gs      | G            | V            | N            | P            | Gf           | Gs           | G      | V      | N      | P      | Gf     | Gs     | DR  |
| ------------ | ----- | ------- | ------- | ------- | ------- | ------- | ------- | ------------ | ------------ | ------------ | ------------ | ------------ | ------------ | ------ | ------ | ------ | ------ | ------ | ------ | --- |
| 3. Liga      | 35    | 19      | 6       | 4       | 9       | 22      | 25      | 19           | 3            | 4            | 12           | 20           | 47           | 38     | 9      | 8      | 21     | 42     | 72     | -30 |
| Totale       | 35    | 19      | 6       | 4       | 9       | 22      | 25      | 19           | 3            | 4            | 12           | 20           | 47           | 38     | 9      | 8      | 21     | 42     | 72     | -30 |

### Andamento in campionato
| Giornata  | 1 | 2  | 3  | 4  | 5  | 6  | 7  | 8  | 9  | 10 | 11 | 12 | 13 | 14 | 15 | 16 | 17 | 18 | 19 | 20 | 21 | 22 | 23 | 24 | 25 | 26 | 27 | 28 | 29 | 30 | 31 | 32 | 33 | 34 | 35 | 36 | 37 | 38 |
| --------- | - | -- | -- | -- | -- | -- | -- | -- | -- | -- | -- | -- | -- | -- | -- | -- | -- | -- | -- | -- | -- | -- | -- | -- | -- | -- | -- | -- | -- | -- | -- | -- | -- | -- | -- | -- | -- | -- |
| Luogo     | C | T  | C  | T  | C  | T  | C  | T  | C  | T  | C  | T  | C  | T  | C  | T  | T  | C  | T  | T  | C  | T  | C  | T  | C  | T  | C  | T  | C  | T  | C  | T  | C  | T  | C  | C  | T  | C  |
| Risultato | V | P  | P  | P  | V  | P  | N  | V  | P  | N  | P  | P  | P  | N  | V  | P  | N  | P  | P  | V  | N  | P  | P  | P  | V  | N  | P  | P  | V  | P  | N  | P  | P  | P  | V  | P  | V  | N  |
| Posizione | 4 | 11 | 13 | 16 | 12 | 13 | 14 | 13 | 14 | 15 | 16 | 17 | 18 | 18 | 17 | 17 | 17 | 18 | 18 | 16 | 17 | 17 | 19 | 20 | 18 | 18 | 19 | 19 | 19 | 19 | 18 | 19 | 19 | 20 | 19 | 19 | 19 | 19 |

Legenda:

Luogo: C = Casa; T = Trasferta. Risultato: V = Vittoria; N = Pareggio; P = Sconfitta.

### Statistiche dei giocatori
| N. Agbaje         | 5  | 0  | 0  | 0 |
| R. Assibey-Mensah | 18 | 2  | 0  | 0 |
| D. Baumann        | 37 | 14 | 2  | 0 |
| F. Brand          | 0  | 0  | 0  | 0 |
| J. Brinkies       | 30 | 0  | 0  | 0 |
| N. Butzen         | 26 | 0  | 5  | 1 |
| N. Carrera        | 9  | 0  | 2  | 1 |
| C. Coskun         | 24 | 0  | 7  | 0 |
| N. Eichinger      | 28 | 2  | 2  | 0 |
| M. Engelhardt     | 5  | 0  | 0  | 0 |
| D. Frick          | 34 | 1  | 6  | 1 |
| J. Gómez          | 35 | 6  | 5  | 0 |
| P. Göbel          | 32 | 1  | 7  | 0 |
| R. Herrmann       | 22 | 0  | 3  | 0 |
| L. Hiemann        | 0  | 0  | 0  | 0 |
| M. Jansen         | 35 | 3  | 12 | 0 |
| L. Krüger         | 13 | 1  | 0  | 0 |
| F. Kusić          | 12 | 0  | 2  | 0 |
| R. König          | 21 | 1  | 1  | 0 |
| M. Könnecke       | 32 | 1  | 4  | 0 |
| Y. Linnemann      | 1  | 0  | 0  | 0 |
| J. Löhmannsröben  | 32 | 0  | 9  | 1 |
| Y. Möker          | 21 | 1  | 4  | 0 |
| J. Schneider      | 14 | 3  | 2  | 0 |
| M. Sprang         | 3  | 0  | 0  | 0 |
| T. Streller       | 1  | 0  | 1  | 0 |
| A. Sušac          | 8  | 0  | 1  | 0 |
| Y. Voigt          | 27 | 2  | 3  | 0 |
| R. Ziegele        | 27 | 1  | 4  | 1 |
| L. von Schroetter | 29 | 1  | 0  | 0 |